# Centros y Estaciones de Transferencia Modal
Los Centros de Transferencia Modal (CETRAM), llamados comúnmente paraderos, los cuales confluyen diversos tipos y organizaciones del transporte público de pasajeros, en el Estado de México se les conocen como Estaciones de Transferencia Multimodal (ETRAM). Forman parte de los Sistemas de transporte de la Ciudad y el Estado de México, su objetivo es facilitar la movilidad de pasajeros entre las redes de transporte que allí convergen. Comenzaron atendiendo unidades tipo sedán denominadas combis, y después empezaron a prestar servicio a vagonetas grandes, microbuses y autobuses, provenientes en un porcentaje considerable de la Zona Metropolitana del Valle de México.
Desde el 14 de diciembre de 2010 el CETRAM es un Órgano Desconcentrado adscrito a la Oficialía Mayor del Distrito Federal. De los 47 CETRAM existentes en la Ciudad de México, 37 están ubicados en estaciones terminales y de mayor afluencia de pasajeros del Sistema de Transporte Colectivo - Metro. En el Estado de México los ETRAM forman parte del Sistema de Movilidad Mexiquense.

## Historia
Los Centros de Transferencia Modal en Ciudad de México fueron creados en 1969, como complemento de las estaciones del Metro. Fueron administrados por el Sistema de Transporte Colectivo hasta 1993. Para 1970, a raíz de la construcción de las terminales de autobuses foráneos y de los ejes viales, los paraderos y rutas comenzaron a proliferar, gracias a la apertura de las nuevas estaciones del Metro.
A principios de 1980, con el aumento en la demanda de transporte, que comienzan a proliferar las vagonetas y los conocidos microbuses. En 1983 se creó la Coordinación General de Transporte. 

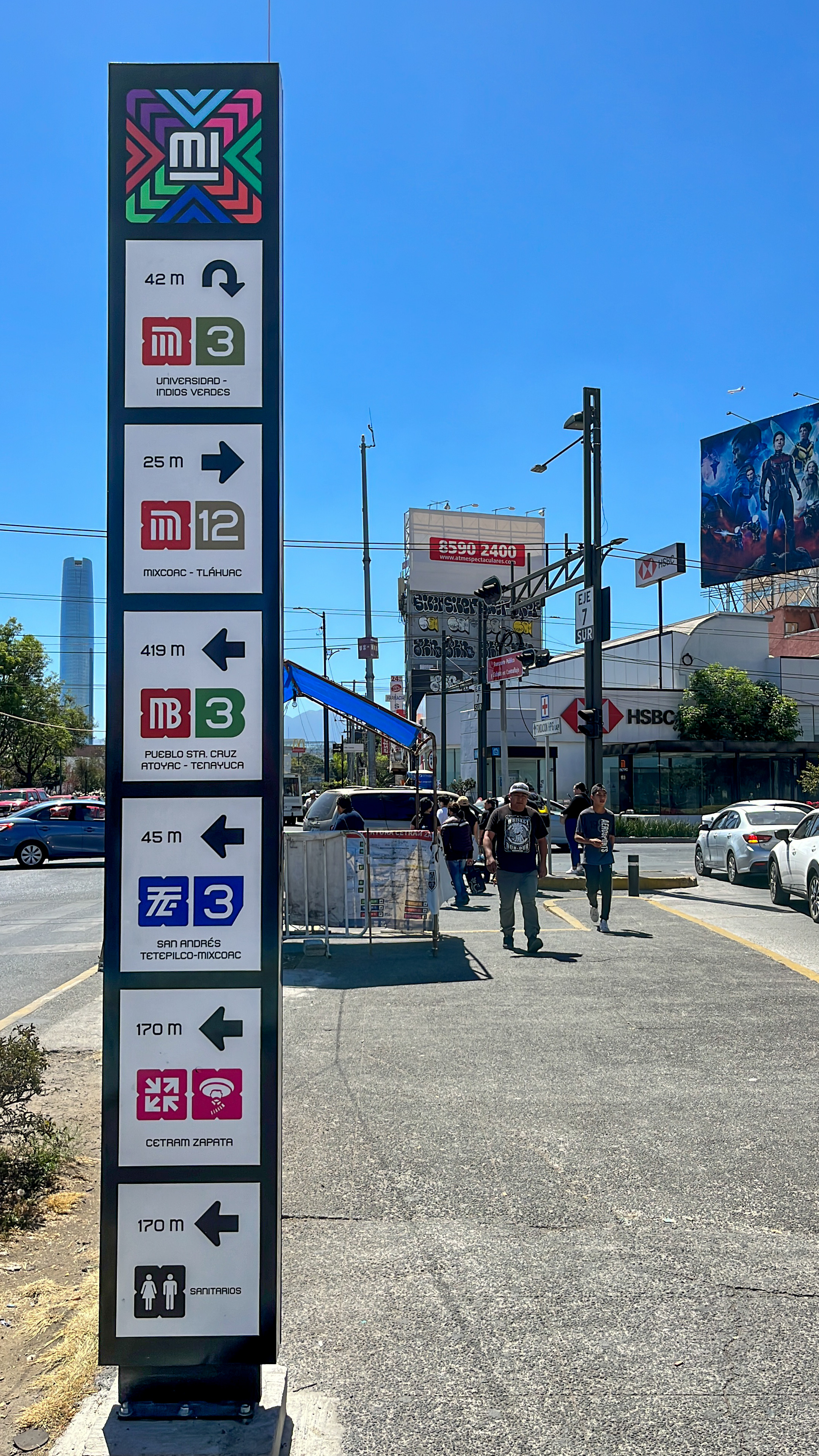
Estela de Movilidad Integrada en CETRAM Zapata

En 1993 y 1994, el control de los paraderos quedó en manos de las delegaciones políticas, pero en 1994 el control pasó a la Coordinación General del Transporte, que se convirtió en 1995 en la Secretaría de Transportes y Vialidad (Setravi), actualmente Semovi. La creación de la Setravi se dio a raíz de la crisis económica de ese año. Debido a la disolución de la empresa estatal Autotransportes Urbanos de Pasajeros Ruta 100 (conocido coloquialmente como Ruta 100), se decidió otorgar la concesión del transporte a empresas privadas, decretándose la Ley de Transporte.[cita requerida]
De 1996 a 2002, el control de los CETRAM cambia de instancias dentro de la Setravi, hasta terminar siendo administrada por la Dirección General de Regulación al Transporte.
El 14 de diciembre de 2010 se publicó, en la Gaceta Oficial del Distrito Federal, el “Decreto por el que se crea la Coordinación de los Centros de Transferencia Modal del Distrito Federal”, Órgano Desconcentrado adscrito a la Oficialía Mayor del Distrito Federal.
Actualmente, se están modernizando los Centros de Transferencia Modal: Constitución de 1917, Indios Verdes, Martín Carrera, Politécnico, Zaragoza, Chapultepec y Taxqueña. Las remodelaciones incluyen plazas comerciales integradas y mejor infraestructura para ascenso y descenso de pasajeros, así como una vigilancia más eficiente para brindar mayor seguridad a los usuarios. El proyecto se ha ejecutado con relativo éxito en algunas estaciones como Zapata o Ciudad Azteca y con la terminal de El Rosario.[cita requerida]

## Lista

### Centro de México
Los centros de transferencia modal que hay en el centro de México son:

### En otras entidades
En Guadalajara el CETRAM es subterráneo, y es el único de la zona.
| CETRAM de la Ciudad de México | CETRAM de la Ciudad de México             | CETRAM de la Ciudad de México | CETRAM de la Ciudad de México | CETRAM de la Ciudad de México |
| Nombre                        | Servicio                                  | Conexiones                    | Ubicación | Alcaldías                     |
| ----------------------------- | ----------------------------------------- | ----------------------------- | --- | ----------------------------- |
| Barranca del Muerto           | Barranca del Muerto                       |                               | Av. Revolución, entre Cóndor y Pirul , colonia Guadalupe Inn | Álvaro Obregón                |
| Dr. Gálvez                    | Dr. Gálvez                                |                               | Dr. Gálvez entre Av. Revolución e Insurgentes Sur, colonia San Ángel Inn | Álvaro Obregón                |
| Observatorio                  | Observatorio                              |                               | Calzada Minas de Arena esquina sur 122, colonia Cove | Álvaro Obregón                |
| Refinería                     | Refinería                                 |                               | Av. 5 de Mayo entre Av. Aquiles Serdán, Colonia Ángel Zimbrón | Azcapotzalco                  |
| Fortuna                       | Ferrería / Arena Ciudad de México Fortuna |                               | Av. Ceylán entre Eje 4 Norte Calz. Azapotzalco La Villa y Calle Poniente 128, colonia Industrial Vallejo                                                                                   | Azcapotzalco                  |
| El Rosario                    | El Rosario                                |                               | Av. El Rosario y Eje 5 Norte Avenida de las Culturas, colonia Ex-Ejidos del Rosario | Azcapotzalco                  |
| Mixcoac                       | Mixcoac                                   |                               | Eje 7 Sur Av. Extremadura esquina Av. Revolución, colonia Mixcoac | Benito Juárez                 |
| Zapata                        | Zapata                                    |                               | Eje 7 Sur Av. Municipio Libre esquina Av. Universidad, colonia Santa Cruz Atoyac | Benito Juárez                 |
| Tasqueña                      | Tasqueña                                  |                               | Calzada Tasqueña esquina Canal de Miramontes, colonia Campestre Churubusco | Coyoacán                      |
| Universidad                   | Universidad                               |                               | Antonio Delfín Madrigal, entre Eje 10 Sur Av. Pedro Henríquez Ureña y Av. Aztecas, colonia Pedregal de Santo Domingo                                                                       | Coyoacán                      |
| Buenavista                    | Buenavista                                |                               | Av. Mosqueta, Colonia Buenavista | Cuauhtémoc                    |
| Chapultepec                   | Chapultepec                               |                               | Av. Chapultepec entre Circuito Interior José Vasconcelos y Lieja, colonia Roma Norte y bajo puente de Circuito Interior José Vasconcelos y Lieja y Eje 2 Sur Juan Escutia, colonia Condesa | Cuauhtémoc                    |
| Nezahualcóyotl                | Pino Suárez                               |                               | Calzada de Tlalpan, Colonia Tránsito | Cuauhtémoc                    |
| Deportivo 18 de Marzo         | Deportivo 18 de Marzo                     |                               | Av. Insurgentes Norte entre Montiel y Ricarte, colonia Lindavista y Tepeyac Insurgentes | Gustavo A. Madero             |
| Indios Verdes                 | Indios Verdes                             |                               | Av. Insurgentes Norte y Calz. Ticomán, colonia Residencial Zacatenco | Gustavo A. Madero             |
| Martín Carrera                | Martín Carrera                            |                               | Eje 5 Norte Av. San Juan de Aragón y Eje 1 Ote. Av. Ferrocarril Hidalgo, Colonia Martin Carrera                                                                                            | Gustavo A. Madero             |
| Politécnico                   | Politécnico                               |                               | Av. 100 metros y Poniente 152, colonia Lindavista-Vallejo | Gustavo A. Madero             |
| Potrero                       | Potrero                                   |                               | Av. Insurgentes Norte entre Victoria y Necaxa, colonias Guadalupe Insurgentes y Capultitlán                                                                                                | Gustavo A. Madero             |
| La Raza                       | La Raza                                   |                               | Av. Insurgentes Norte entre Godard y Brahms, colonia Guadalupe Victoria | Gustavo A. Madero             |
| Villa Cantera                 | Hospital Pediátrico La Villa              |                               | Av. Hidalgo, Colonia Villa Gustavo A. Madero | Gustavo A. Madero             |
| Central de Abastos            | Central de Abastos                        |                               | Eje 6 Sur Av. Trabajadoras Sociales esquina Eje 5 Ote. Av. Javier Rojo Gómez, colonia Central de Abastos Oriente                                                                           | Iztapalapa                    |
| Constitución de 1917          | Constitución de 1917                      |                               | Eje 8 Sur Calzada Ermita-Iztapalapa entre Anillo Periférico Av. Canal de Garay y Agarrando, colonia Los Ángeles                                                                            | Iztapalapa                    |
| Iztapalapa                    | Iztapalapa                                |                               | Calzada Ermita-Iztapalapa, Colonia Barrio San Lucas | Iztapalapa                    |
| Periférico Oriente            | Periférico Oriente                        |                               | Av. Tláhuac y Anillo Periférico Av. Canal de Garay, conocida como zona Peritláhuac, colonia Año de Juárez                                                                                  | Iztapalapa                    |
| Santa Marta                   | Santa Marta                               |                               | Distribuidor Santa Martha Carretera México-Puebla, Col. Santa Marta Acatitla | Iztapalapa                    |
| Tepalcates                    | Tepalcates                                |                               | Calzada Ignacio Zaragoza entre Gral. Antonio de León y Telecomunicaciónes, U.H. Tepalcates (adentro de la estación del Metrobús)                                                           | Iztapalapa                    |
| Canal de San Juan             | Canal de San Juan                         |                               | Anillo Periférico, Av. Canal de San Juan/Calle 7 y Calzada Ignacio Zaragoza, Colonias Agrícola Oriental y Agrícola Pantitlán                                                               | Iztacalco                     |
| Coyuya                        | Coyuya                                    |                               | Eje 4 Sur Av. Plutarco Elías Calles esquina con Eje 3 Ote. Av. Francisco del Paso y Troncoso, colonia Recreo                                                                               | Iztacalco                     |
| Tacuba                        | Tacuba                                    |                               | Av. Marina Nacional y Calzada México-Tacuba, colonia Tacuba | Miguel Hidalgo                |
| Tacubaya                      | Tacubaya                                  |                               | Arquitecto Carlos Lazo, Av. Jalisco y Av. Parque Lira, colonia Tacubaya | Miguel Hidalgo                |
| Tláhuac                       | Tláhuac                                   |                               | Av. San Rafael Atlixco, cerca de av. Tláhuac, colonia Santa Cecilia | Tláhuac                       |
| Huipulco                      | Estadio Azteca                            |                               | Calzada de Tlalpan esquina Calzada Acoxpa, colonia San Lorenzo Huipulco | Tlalpan                       |
| Balbuena                      | Balbuena                                  |                               | Calzada Ignacio Zaragoza s/n entre las calles 19 y 15, Col. Ignacio Zaragoza | Venustiano Carranza           |
| Moctezuma                     | Moctezuma                                 |                               | Calzada Ignacio Zaragoza y Waldo Martín del Campo, Colonia Moctezuma 1a. Sección | Venustiano Carranza           |
| Pantitlán                     | Pantitlán                                 |                               | Eje 4 Ote. Avenida Canal del Río Churubusco esquina Eje 1 Norte Av. Miguel Lebrija, colonia Ampliación Adolfo López Mateos                                                                 | Venustiano Carranza           |
| Puerto Aéreo                  | Boulevard Puerto Aéreo                    |                               | Circuito Interior Boulevard Puerto Aéreo y Calzada Ignacio Zaragoza, Colonia Santa Cruz Aviación y Valentín Gómez Farías.                                                                  | Venustiano Carranza           |
| San Lázaro                    | San Lázaro                                |                               | Eje 3 Oriente Eduardo Molina y Calzada Ignacio Zaragoza, colonia 7 de Julio | Venustiano Carranza           |
| Zaragoza                      | Zaragoza                                  |                               | Calzada Ignacio Zaragoza entre calle Secretaría del Trabajo y Rolando Garros, Colonia Aviación Civil y Cuatro Árboles                                                                      | Venustiano Carranza           |
| Deportivo Xochimilco          | Deportivo Xochimilco                      |                               | Av. Prolongación 16 de Septiembre, Colonia Barrio San Pedro | Xochimilco                    |
| Xochimilco                    | Xochimilco                                |                               | Av. Cuauhtémoc esquina Prolongación División del Norte, Col. Barrio San Marcos, Del. Xochimilco.                                                                                           | Xochimilco                    |
| ETRAM en el Estado de México  |                                           |                               | |                               |
| CETRAM                        | Servicio                                  | Conexiones                    | Ubicación | Municipios                    |
| Cuautitlán                    | Cuautitlán                                |                               | Av. Ferronales, Colonia Paseos de Cuautitlán | Cuautitlán Izcalli            |
| La Quebrada                   | La Quebrada                               |                               | Av. Gustavo Baz, Colonia Santa María Guadalupe | Cuautitlán Izcalli            |
| Chalco                        | Chalco                                    |                               | En construcción | Chalco                        |
| 1.º de Mayo                   | Centro Comercial Las Américas             |                               | Av. 1.º de Mayo, Colonia Las Américas | Ecatepec de Morelos           |
| Central de Abastos            | Central de Abastos                        |                               | Autopista México-Texcoco, Colonia Santa Cruz Venta de Carpio | Ecatepec de Morelos           |
| Ciudad Azteca                 | Ciudad Azteca                             |                               | Av. Cegor and Av. Carlos Hank González, Colonia San Agustín | Ecatepec de Morelos           |
| Jardines de Morelos           | Jardines de Morelos                       |                               | Av. Central, Colonia Jardines de Morelos | Ecatepec de Morelos           |
| Cuatro Caminos                | Cuatro Caminos                            |                               | Av. Transmisiones militares e Ingenieros militares, colonia Argentina Poniente y Calzada México Tacuba y Gral. Mariano Arista, colonia Alce Blanco                                         | Naucalpan de Juárez           |
| La Paz                        | La Paz                                    |                               | Entre Av. Puebla y Lechería-Texcoco colonia Villas de la Paz | Los Reyes La Paz              |
| Lechería                      | Lechería                                  |                               | Av. del Parque, Colonia Buenavista | Tultitlán de Mariano Escobedo |
| Tultitlán                     | Tultitlán                                 |                               | Temascalcingo Street, Colonia La Acocila | Tultitlán de Mariano Escobedo |
| San Rafael                    | San Rafael                                |                               | Prolongación de Avenida Hidalgo, Colonia Tlayapa | Tlalnepantla de Baz           |
| Tlalnepantla                  | Tlalnepantla                              |                               | Av. Mario Colín, Colonia Valle Ceylán | Tlalnepantla de Baz           |

| CETRAM de Jalisco | CETRAM de Jalisco | CETRAM de Jalisco | CETRAM de Jalisco                                      | CETRAM de Jalisco |
| Nombre            | Servicio          | Conexiones        | Ubicación                                              | Municipios        |
| ----------------- | ----------------- | ----------------- | ------------------------------------------------------ | ----------------- |
| La Normal         | La Normal         |                   | Av. de los Maestros 1004, Alcalde Barranquitas, 44270. | Guadalajara       |

## Galería
- CETRAM Buenavista.
- CETRAM El Rosario.
- CETRAM Ferroplaza.
- CETRAM Indios Verdes
- Escaleras de acceso al CETRAM La Paz.
- CETRAM La Raza.
- CETRAM Pantitlán.
- CETRAM San Lázaro
- CETRAM Santa Marta.
- CETRAM Tasqueña.
- CETRAM Universidad.
- CETRAM Zapata.